# Willy Schürmann
Willy Schürmann (* 27. April 1913 in Leichlingen; † 13. Juni 2008 ebenda) war ein deutscher Maler und Grafiker.

## Leben und Wirken

### Ausbildung
Willy Schürmann wuchs im Rheinland auf und besuchte an der Fach- und Kunstgewerbeschule in Solingen die Klasse für Schrift und Entwurf von Paul Woenne. Gleichzeitig wurde er im Zeichnen, Malen, Gravieren und Damaszieren ausgebildet. An sein Studium schloss er eine Lithographielehre an. 
Im Alter von 24 Jahren trat er 1937 als Graphiker in die Bayer AG ein. Mit seinem Jugendfreund, dem Künstler Georg Meistermann, begab er sich zwischen 1938 und 1939 auf Studienreisen in die Niederlande, nach Belgien und Frankreich und lernte bei diesen Gelegenheiten ausländische Künstler wie z. B. Henri Matisse kennen.

### Karriere nach dem Krieg
Nach dem II. Weltkrieg, der ihn nach Frankreich, Sizilien, Kreta und auf den Balkan gebracht hatte, war er als freier Maler tätig. Ateliers richtete er 1951 in Solingen-Widdert und 1964 in seinem Geburtsort Leichlingen ein. Seine erste Einzelausstellung war 1946 in Darmstadt zu sehen, ihr folgten weitere Werkschauen unter anderem in Hamburg und Köln.
Als Graphiker entwarf Willy Schürmann in den 1950er Jahren die Aspirin-Werbung für den Bayer-Konzern. 1963 schuf er eine große Wandmalerei und einen Wandteppich für das Solinger Theater. Vor allem machte er sich aber im gesamten Rheinland einen Namen als Gestalter von Glasfenstern und Mosaiken. Schürmann stattete zahlreiche Kirchen aus, so etwa in Solingen, Hilden, Opladen, Niederkassel, Hennef, Geistingen, Düsseldorf und Leverkusen. Seine abstrakten und grellen Entwürfe, die bei Klerikern häufiger auf Unverständnis stießen, brachten ihm allmählich den Ruf ein, „der letzte klassische Moderne“ (Frankfurter Allgemeine Zeitung) zu sein. Willy Schürmann war Gründungsmitglied der Vereinigung Solinger Künstler (SK) und Mitglied der Künstler-Union Köln.